# 드레풍 사원

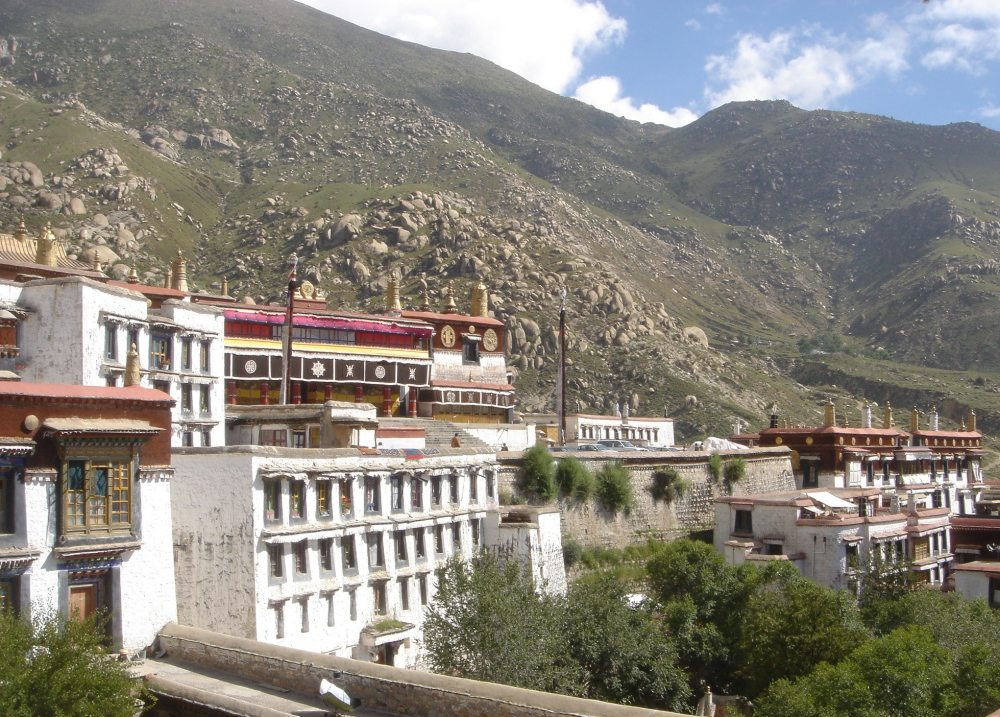
드레풍 사원

드레풍 사원(티베트어: འབྲས་སྤུངས་དགོན་པ་ 'bras-spungs dgon-pa)은 간덴 사원, 세라 사원과 함께 티베트 불교 겔룩파의 3대 사원 가운데 하나로 여겨지는 불교 사원이다. 중국어 이름은 철방사(중국어: 哲蚌寺, 병음: Zhébàng Sì 저방쓰[*])이다.

## 개요
티베트의 불교 사원 가운데 최대 규모를 갖고 있으며, 최전성기에는 전 세계에서 가장 큰 불교 사원이었다. 1416년에 겔룩파의 개조인 총카파의 직전제자 ‘잠양 츄제이’에 의해서 건립되었다. 라싸의 서쪽 약 5km 밖의 간포 우트 산 아래에 위치한다.
이 사원은 제3대 달라이 라마인 ‘소남 갸초’가 1578년에 몽골의 수장 알탄 칸에게 달라이 라마의 칭호를 받고 나서, 17세기에 제5대 달라이 라마가 티베트의 수장으로서 포탈라궁에 주거지를 옮길 때까지 달라이 라마의 사원이었다. 그 후도 역대 달라이 라마는 드레풍 사원에서 수행을 쌓았다.
1959년 티베트 봉기 이전에는 이 사원에는 15,000명의 수행 승려가 있었다. 티베트 봉기와 문화 대혁명 중에 가람은 파괴되었고 많은 승려들이 살해, 구속, 추방되었다. 대부분의 승려들은 인도 남부로 망명하여 활동을 계속하고 있으며 카르나타카 주의 티베트인 거류지의 사원에는 5,000명이 넘는 수행 승려가 있다.
현재 일부가 수복되고 있어 일부 종교 활동을 재개하고 있지만, 중국 정부의 탄압에 의해, 현재 이 사원의 승려는 수백 명에도 못 미친다. 그 때문에 지금은 거의 순례지나 관광지로서의 역할 밖에 못하고 있고, 예전의 번성기는 돌아가는 것은 요원해 보인다.

드레풍 사원
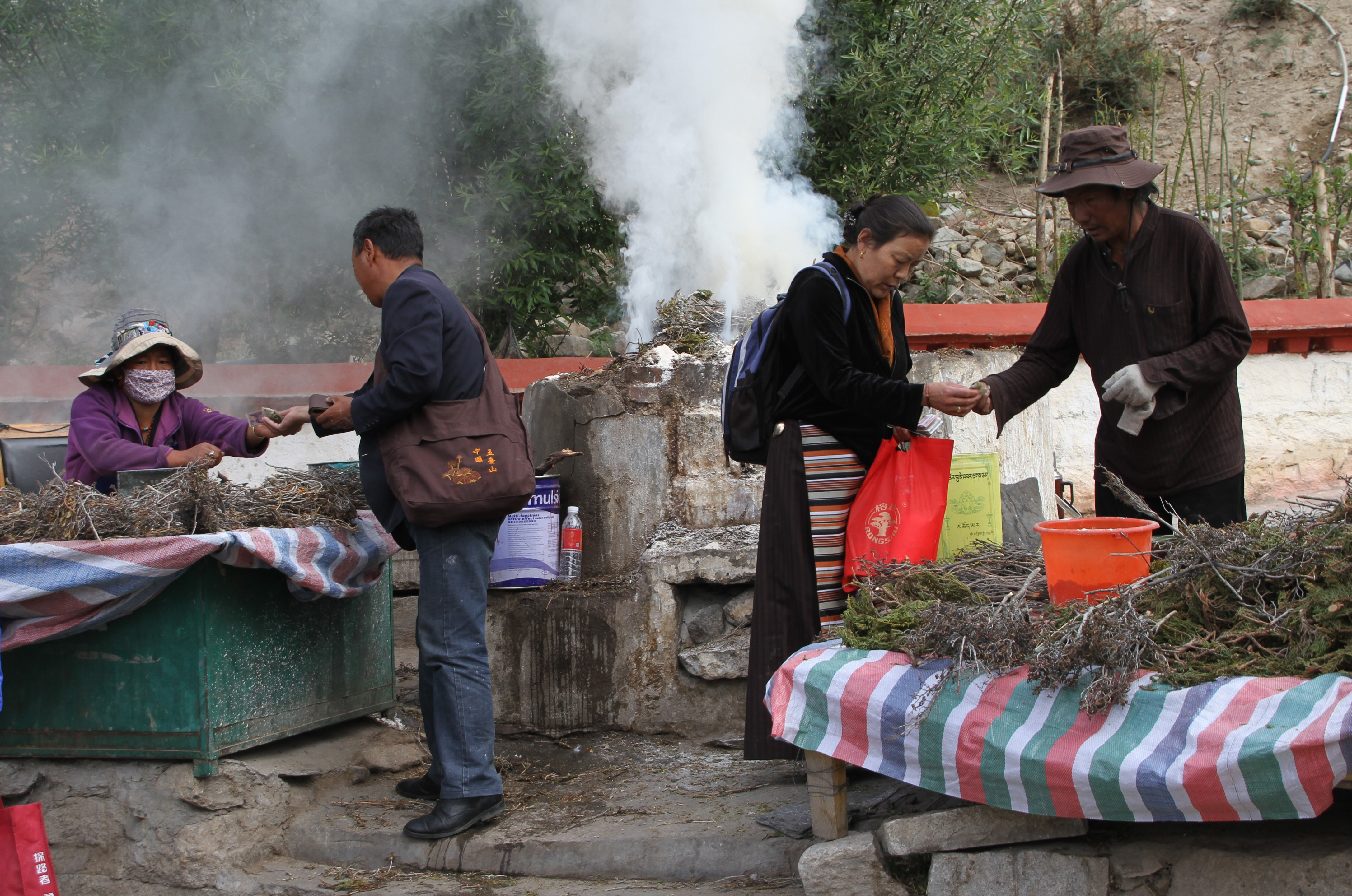
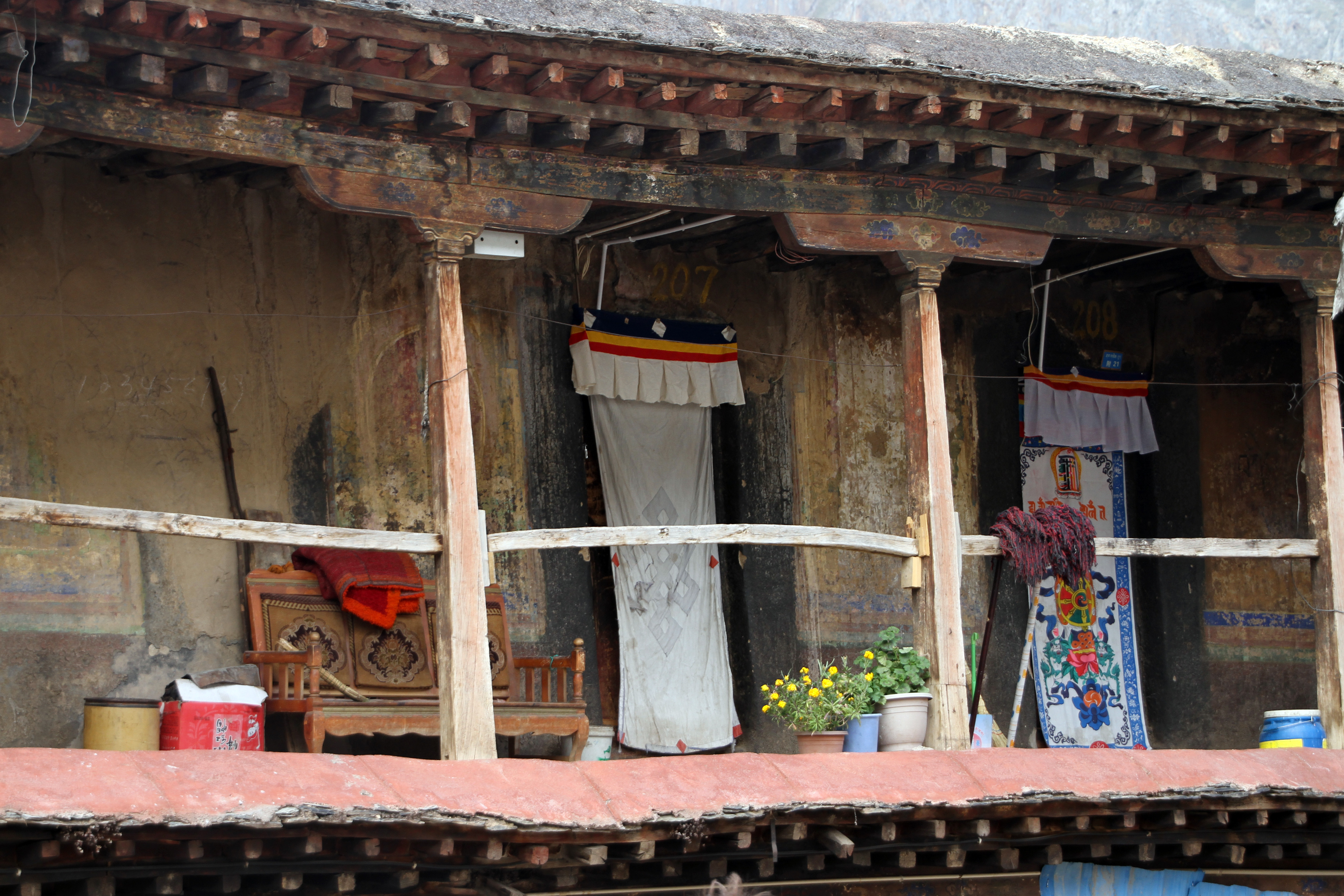
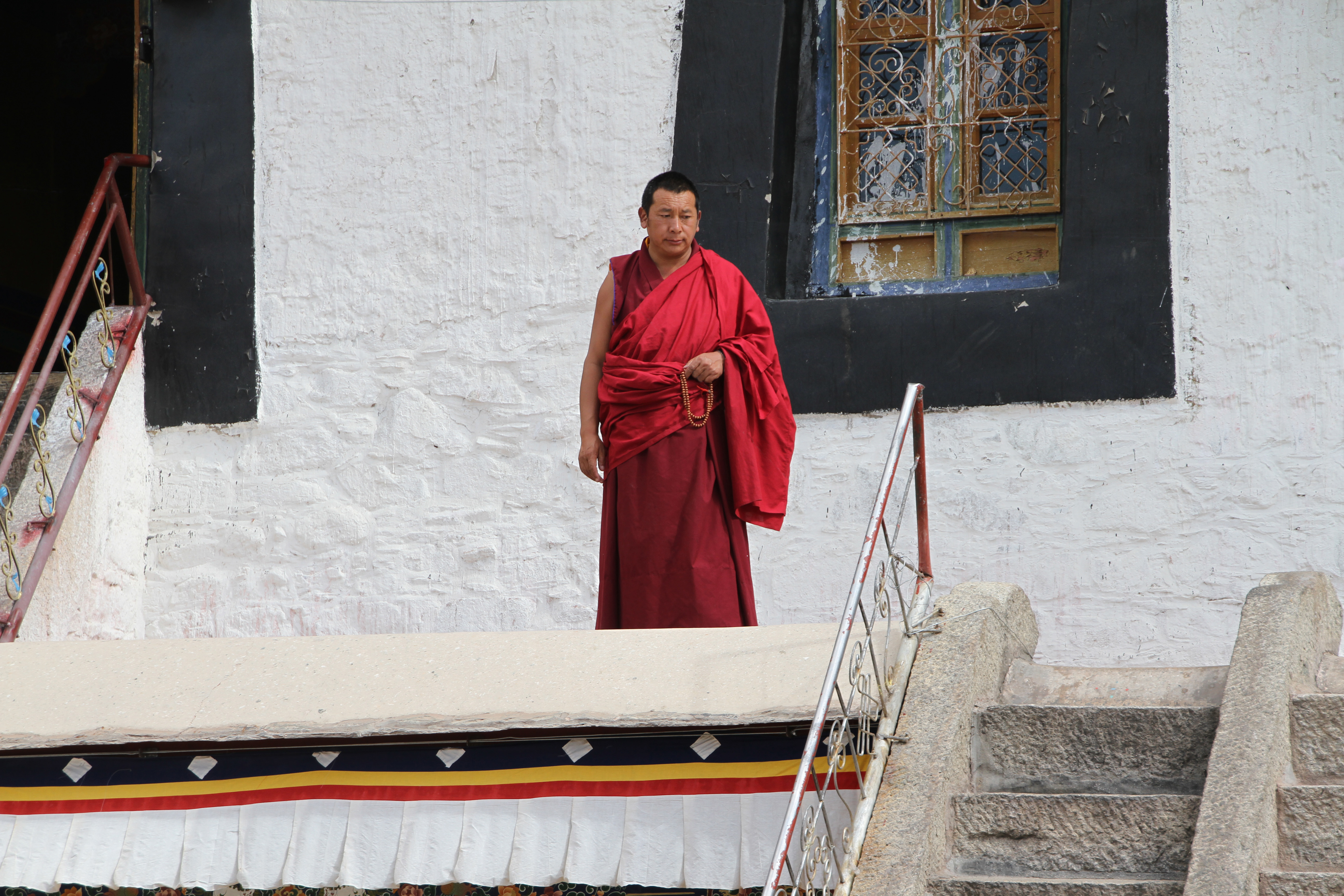
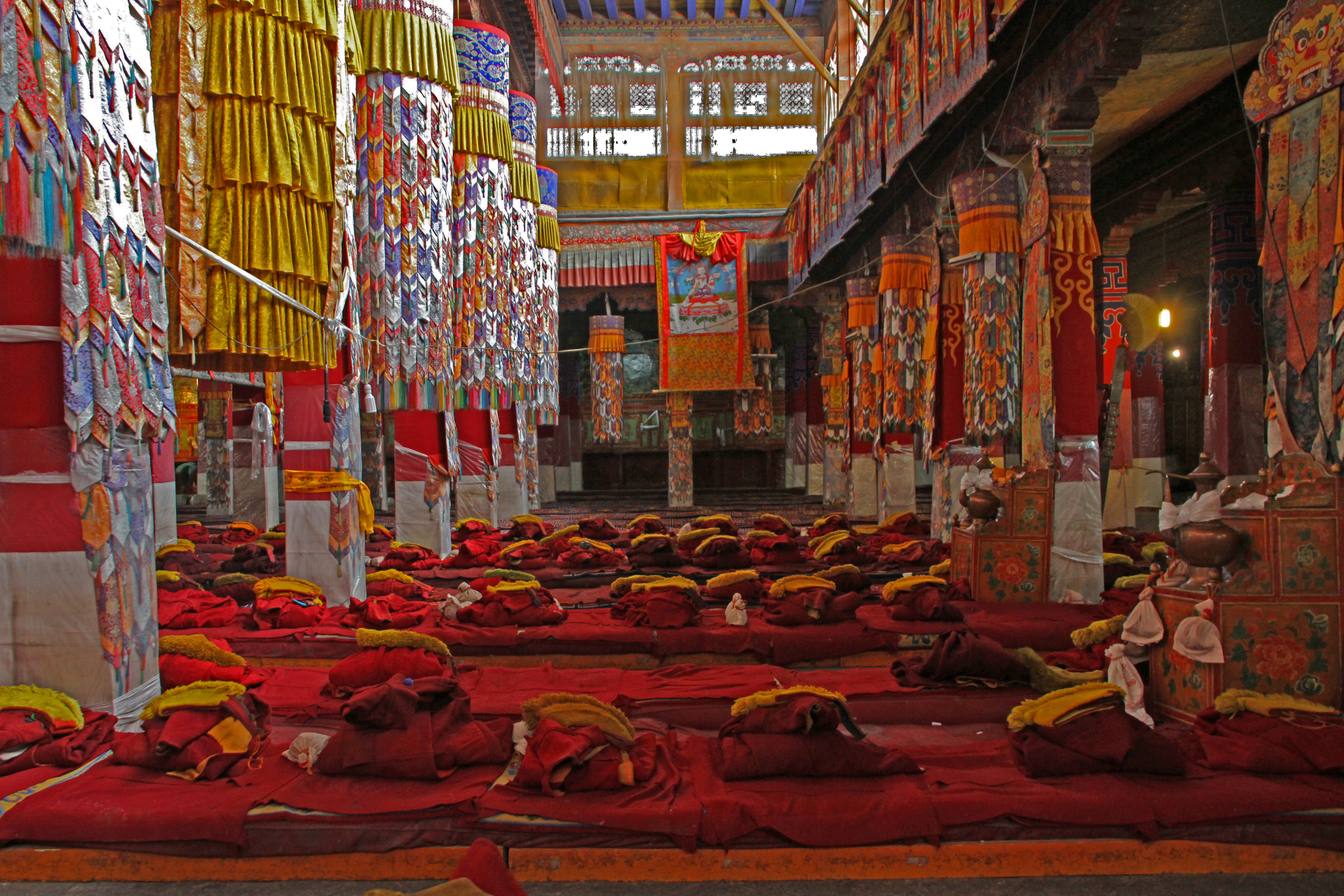
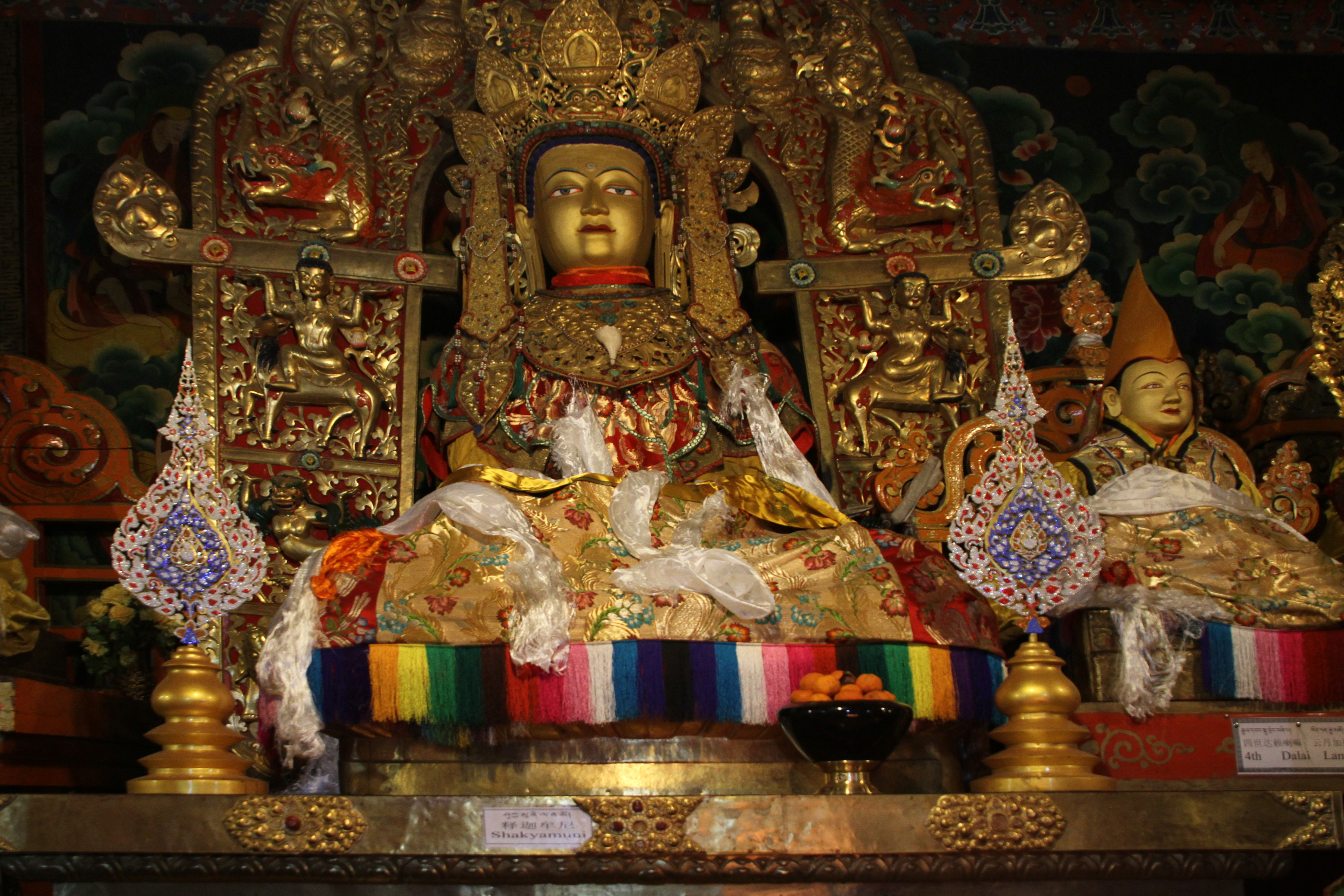
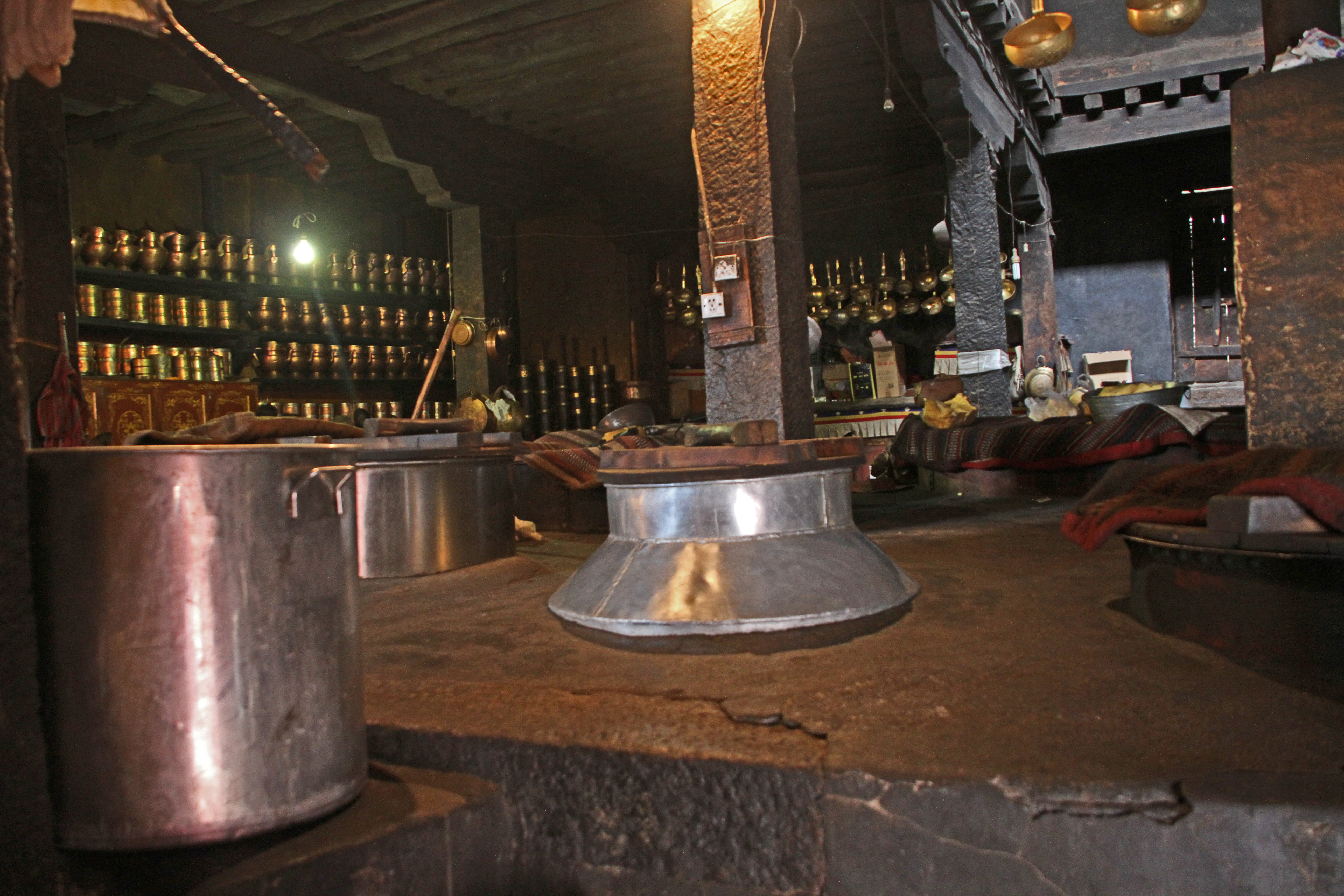

## 같이 보기
- 간덴 사원
- 세라 사원